# Бханот, Нирджа
Нирджа Бханот (хинди नीरजा भनोट; 7 сентября 1963 — 5 сентября 1986) — стюардесса авиакомпании Pan American World Airways (отделение в городе Мумбай, Индия), которая, спасая пассажиров рейса 73 компании Pan Am, погибла от рук террористов, захвативших самолёт 5 сентября 1986 года. Стала самым молодым человеком, награждённым орденом «Ашока Чакра» — наивысшей индийской наградой за отвагу, проявленную в мирное время (награждена посмертно).

## Биография
Нирджа Бханот родилась 7 сентября 1963 года в Чандигархе. Ее отцом был мумбайский журналист Хариша, матерью Рама Бханот.
Нирджа окончила среднюю школу Святого Сердца. Затем училась в Мумбаи. Некоторое время работала моделью. Её заметили, едва ей исполнилось шестнадцать. Она была представителем многих известных брендов.
В марте 1985 года Нирджа была выдана замуж по договорённости родителей и уехала к мужу в Катар. Но муж остался недоволен приданым и через два месяца вернул её обратно. После неудачного замужества Нирджа Бханот решила работать стюардессой в Pan American, успешно прошла предварительный отбор и получила квалификацию старшего бортпроводника.

## Подвиг
Бханот была старшим бортпроводником на рейсе «PA 73». Когда самолёт, вылетевший из Мумбаи, в 05:00 утра приземлился в пакистанском городе Карачи, четверо вооружённых террористов захватили в заложники пассажиров и экипаж. «PA 73» должен был далее лететь во Франкфурт, а затем в Нью-Йорк. В кабине самолёта находились три члена экипажа: командир экипажа, второй пилот и бортинженер. Бханот вовремя сообщила им о захвате самолёта, и они все смогли выпрыгнуть и убежать, когда самолёт находился на бетонированной площадке перед ангаром. Нирджа Бханот оказалась старшей по званию среди оставшихся на борту членов экипажа и приняла на себя командование самолётом.
Террористы, захватившие самолёт, были членами террористической Организации Абу Нидаля, получавшей поддержку от властей Ливии. Сначала они расстреляли пассажиров, назвавшихся американцами. Затем террористы приказали Нирдже Бханот собрать паспорта всех пассажиров, чтобы выявить среди них граждан США. Бханот и её подчинённые спрятали 19 паспортов США (18 пассажиров и одного члена экипажа).
17 часов спустя в самолёте разрядился бортовой аккумулятор электропитания и погас свет. Террористы подумали, что пакистанские армия и полиция начали штурм самолёта, стали стрелять по пассажирам и взрывать заряды. Нирджа Бханот открыла аварийный выход и помогла многим пассажирам покинуть самолёт и спастись. Затем она сама приготовилась покинуть самолёт, но в последний момент перед эвакуацией заметила в салоне самолёта троих малолетних детей, которые, как выяснилось позже, испугались стрельбы и взрывов и спрятались под кресла в салоне. Один из террористов заметил, как Нирджа выводит детей из самолёта, и открыл по детям огонь из своего пистолета. Нирджа успела в последний момент закрыть всех детей своим телом. Несмотря на смертельные ранения, она смогла эвакуировать всех троих детей в безопасное место, и только затем упала без сознания. По дороге в больницу Нирджа Бханот скончалась в машине «скорой помощи».
Один из спасённых Нирджей детей вырос и стал главным пилотом.

## Семья
Нирджу Бханот пережили два родных брата — Ахил (Akhil) и Аниш (Aneesh).
Её отец, Хариш Бханот, более 30 лет проработал журналистом в газете «Hindustan Times»; он скончался 1 января 2008 года в возрасте 86 лет в Чандигархе.

## Память
Подвиг Нирджи Бханот получил международное признание. В Индии она была посмертно награждена орденом «Ашока Чакра» и стала самым молодым кавалером этого ордена — самой престижной из государственных наград Индии, присуждаемых за отвагу и героизм, проявленные в мирное время.

Её преданность пассажирам самолёта, оказавшимся в страшной беде, навсегда останется высшим проявлением наилучших качеств человеческого духа
Оригинальный текст (англ.)Her loyalties to the passengers of the aircraft in distress will forever be a lasting tribute to the finest qualities of the human spirit

В 2004 году Почта Индии выпустила почтовую марку в память о ней.
Родители Нирджи Бханот получили страховые выплаты и компенсации от компании «Pan American» и учредили благотворительный траст имени погибшей дочери — «Neerja Bhanot Pan Am Trust». Этот траст каждый год присуждает две премии по 1,5 млн рупий: одну — члену экипажа самолёта, доблестно выполнявшему свой долг в тяжёлой ситуации, а другую — индийской женщине, которая сама имела серьёзные проблемы из-за приданого, оставления мужем или другой социальной несправедливости, и затем стала помогать другим женщинам, оказавшимся в подобной беде. Кроме денежного вознаграждения, лауреату вручается памятный знак, а его имя вносится в премиальный список.
В 2005 году Нирджа Бханот была посмертно удостоена американской премии «Justice for Crimes Award». Брат Нирджи, Аниш, приехал в Вашингтон, чтобы получить эту премию в офисе Прокурора округа Колумбия, в рамках ежегодно проводимой «Недели уголовного права» (англ. Annual Crime Rights Week).
В 2006 году Нирджа Бханот и ещё один бортпроводник рейса «PA 73», а также директор полётов пакистанского филиала «Pan American» были удостоены «Специальной награды за мужество» (англ. Special Courage award) Департамента Юстиции США.
В 2016 году на экраны вышел индийский драматический фильм «Нирджа», повествующий о последнем рейсе Нирджи Бханот

## Награды
- Орден «Ашока Чакра», Индия
- Награда «За героизм» «Фонда безопасности полётов» (англ. Flight Safety Foundation) США.
- «Тамгха-е-Инсааният» (награда за проявленные потрясающие человеческие качества), Пакистан
- «Justice for Crimes Award», США
- «Специальная награда за мужество», США
- Награда Министерства гражданской авиации Индии